# Giovan Filippo Giarrè

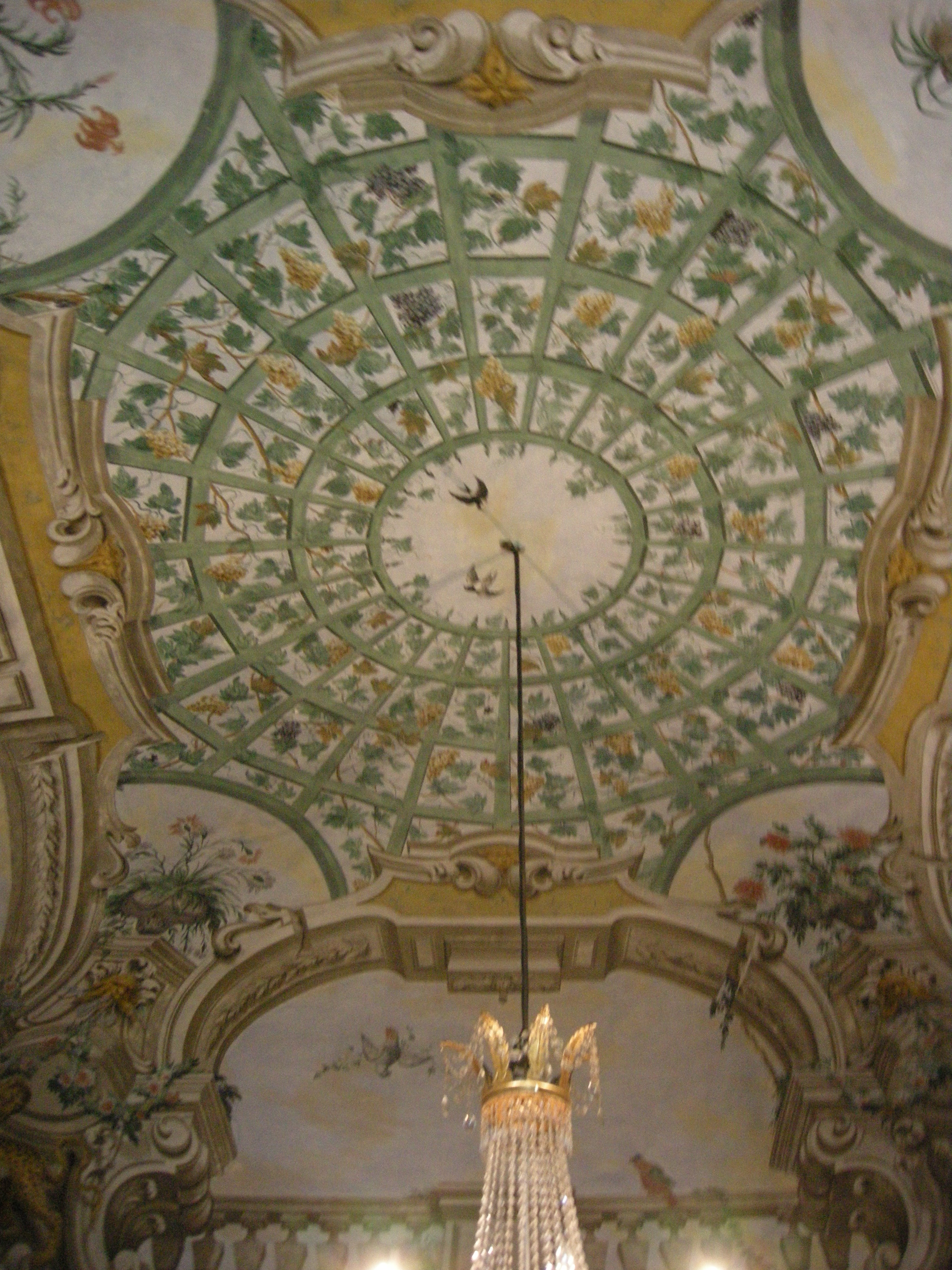
Pergolato nella sala delle Ville medicee a villa la Quiete (in collaborazione con Benedetto Fortini)

Giovan Filippo Giarrè (Firenze, ... – Firenze, 1750 circa) è stato un pittore italiano, attivo a Firenze tra il 1706 e il 1747.

## Biografia
Si formò come figurista nella bottega di Francesco Botti, specializzandosi poi in quadrature ad affresco sotto la guida prima di Rinaldo Botti, poi di Benedetto Fortini e infine di Lorenzo del Moro. 
Al 1706 risale la sua immatricolazione all'Accademia delle arti del disegno, e al 1710 la sua prima opera documentata, una non meglio precisata "pittura" nell'oratorio di San Francesco Poverino a Firenze. Non è chiaro se sia lo stesso "Filippo Giarrè" che, in un'altra scheda dell'archivio, risulta immatricolato con numerosi incarichi fino al 1747
Qualche anno dopo figurò tra gli artisti coinvolti negli allestimenti per la canonizzazione di sant'Andrea Avellino nella chiesa dei Santi Michele e Gaetano, coordinati nel 1712 da Antonio Ferri, e nello stesso periodo è ricordato al lavoro alla villa Le Selve di Lastra a Signa e a palazzo Pitti a Firenze, ma queste opere non sono oggi rintracciabili. 
La buona fama acquistata gli permise negli anni successivi di lavorare spesso nella realizzazione di pitture prospettiche, a spesso in collaborazione con altri artisti. Tra il 1716 e il 1733, a più riprese, lavorò per la famiglia Rinuccini, e tra il 1725 e il 1726 decorò alcune sale nella villa la Quiete, col Fortini.
Nel 1733 realizza gli affreschi della volta e delle lunette dell'oratorio della basilica di San Lorenzo a Firenze.
Al 1747 risale l'ultima notizia su di lui, quando fu chiamato a valutare un'opera di Francesco Papi nella villa Pandolfini di San Leonardo a Firenze.
Fu il padre di Anton Domenico Giarrè e nonno di Pietro Giarrè.